# Piotr Mync
Piotr Jerzy Mync (ur. 8 czerwca 1956 w Szczecinie) – polski architekt, polityk i samorządowiec, były wiceminister rozwoju regionalnego.

## Życiorys
W 1980 ukończył studia na Wydziale Budownictwa i Architektury Politechniki Szczecińskiej. Od 1981 członek Stowarzyszenia Architektów Polskich. Do 1989 pracował w Szczecińskim Oddziale Biura Studiów i Projektów Służby Zdrowia. W 1980 wstąpił do „Solidarności”, wszedł w skład Komitetu Założycielskiego w swoim zakładzie pracy. Po wprowadzeniu stanu wojennego zajmował się redagowaniem i dystrybucją pism drugiego obiegu, tj. „KOS” i „Feniks”.
Od 1990 do 1991 był zatrudniony w Egon Saat AB Architektkontor w Sztokholmie jako projektant architektury. Następnie do 1998 pełnił funkcję wiceprezydenta Szczecina, odpowiedzialnego za zadania z zakresu planowania przestrzennego, polityki mieszkaniowej, gospodarki nieruchomościami i geodezji. Później zajmował stanowisko prezesa Urzędu Mieszkalnictwa i Rozwoju Miast, a w latach 2000–2001 podsekretarza stanu w Ministerstwie Rozwoju Regionalnego i Budownictwa. Działał w tym okresie w Ruchu Społecznym AWS.
Po odejściu z administracji rządowej był wiceprezesem zarządu prywatnej spółki z o.o., a w 2003 został prezesem Stargardzkiego Towarzystwa Budownictwa Społecznego. W 2013 objął stanowisko zastępcy prezydenta Szczecina ds. gospodarczych i rozwoju. W kwietniu 2017 został wiceprezydentem Stargardu.
W 2016 wyróżniony tytułem honorowego obywatela Stargardu.

## Odznaczenia
- Krzyż Oficerski Orderu Odrodzenia Polski – 2006[3]
- Złoty Krzyż Zasługi – 2005[4]